# 甚野尚志
甚野 尚志（じんの たかし、1958年 - ）は、日本の歴史学者。早稲田大学文学学術院教授。専攻は中世ヨーロッパ史。学位は、博士（文学）（早稲田大学）。

## 来歴
福島県福島市生まれ。福島県立福島高等学校を経て、1980年、東京大学文学部（西洋史）卒業。1983年、同大学院人文科学研究科修士課程修了。
1983年、京都大学人文科学研究所助手。1986-1987年ハーバード大学エンチン研究所客員研究員、1988-1989年マックス・プランク歴史研究所客員研究員。1990年、東京大学教養学部助教授。1996年、同大学院総合文化研究科助教授。2007年、同教授。2008年より早稲田大学文学学術院教授。

## 著書

### 単著
- 『隠喩のなかの中世：西洋中世における政治表徴の研究-』弘文堂 1992.10 ISBN 978-4-335-25050-7
  - 改訂『中世ヨーロッパの社会観』講談社学術文庫 2007.6 ISBN 978-4-06-159821-8
- 『中世の異端者たち』山川出版社＜世界史リブレット＞ 1996.7 ISBN 978-4-634-34200-2
- 『十二世紀ルネサンスの精神：ソールズベリのジョンの思想構造』知泉書館 2009.3 ISBN 978-4-86285-053-9

編著
- 編『疫病・終末・再生』知泉書館、2021。ISBN 978-4-86285-348-6

### 共編著
- 『中世ヨーロッパを生きる』堀越宏一共編、東京大学出版会 2004.2 ISBN 978-4-13-023051-3
- 『東大駒場連続講義：歴史をどう書くか』講談社選書メチエ 2006.4 ISBN 978-4-06-258359-6
- 『ヨーロッパ中世の時間意識』益田朋幸共編、知泉書館、2012.5 ISBN 978-4-86285-133-8
- 『15のテーマで学ぶ 中世ヨーロッパ史』堀越宏一共編、ミネルヴァ書房、2013.1 ISBN 978-4-623-06459-5
- 『中近世ヨーロッパの宗教と政治　キリスト教世界の統一性と多元性』踊共二共編著 ミネルヴァ書房、2014.3 ISBN 978-4-623-06945-3
- 『ヨーロッパ文化の再生と革新』益田朋幸共編、知泉書館、2016.3 ISBN 978-4-86285-229-8
- 『朝河貫一と日欧中世史研究』海老澤衷、近藤成一共編、吉川弘文館、2017.3　ISBN 978-4-642-02935-3
- 『近代人文学はいかに形成されたかー学知・翻訳・蔵書ー』河野貴美子、陣野英則共編、勉誠出版、2019.2 ISBN 978-4-585-20068-0
- 『朝河貫一と人文学の形成』海老澤衷、近藤成一共編、吉川弘文館、2019.3 ISBN 978-4-642-02957-5
- 『朝河貫一の時代と学問-書簡を通じた知の交流』藤原秀之共編、吉川弘文館、2025.2　ISBN 9784642039413
- 『キリスト教から読み解くヨーロッパ史』踊共二共編、ミネルヴァ書房、2025.4

## 翻訳
- エルンスト・カントロヴィッチ『祖国のために死ぬこと』 みすず書房 1993.12、新装版2006
- フランツ・フェルテン『中世ヨーロッパの教会と俗世』 山川出版社 2010.5
- ベルンハルト・シンメルペニッヒ『ローマ教皇庁の歴史-古代からルネサンスへ-』成川岳大・小林亜沙美 共訳、刀水書房 2017.12
- シュテフェン・パツォルト『封建制の多面鏡　「封」と「家臣制」の結合』刀水書房「刀水歴史全書」2023.6